# Rabén & Sjögrens tecknarstipendium
Rabén & Sjögrens tecknarstipendium var ett litterärt och konstnärligt pris som utdelades "för förtjänstfulla insatser inom svensk bokkonst" av förlaget Rabén & Sjögren tillsammans med föreningen Svenska Tecknare. Priset instiftades 1975. Efter 1982 utdelades det bara vartannat år, jämna årtal.

## Pristagare
- 1975 – Erik Prytz
- 1976 – Claes Bäckström
- 1977 – Per Beckman
- 1978 – Inget pris delades ut
- 1979 – Fibben Hald
- 1980 – Ilon Wikland
- 1981 – Mats Andersson
- 1982 – Björn Berg
- 1984 – Cecilia Torudd
- 1986 – Eva Eriksson
- 1988 – Lasse Sandberg
- 1990 – Lena Anderson
- 1992 – Olof Landström
- 1994 – Tord Nygren
- 1996 – Catarina Kruusval
- 1998 – Jens Ahlbom
- 2000 – Pija Lindenbaum
- 2002 – Gunilla Kvarnström

### Fotnoter
1. ↑  ”Rabén & Sjögrens tecknarstipendium”. Svenska barnboksinstitutet. Arkiverad från originalet den 14 maj 2010. https://web.archive.org/web/20100514165636/http://www.sbi.kb.se/sv/Utgivning-och-formedling/Utgivning/Priser/Raben--Sjogrens-tecknarstipendium/. Läst 7 juni 2012.